# Forte di San Giorgio
Forte di San Giorgio (Forte di San Ghjorgiu en corse) est un château situé sur l'île de Capraia, dans l'archipel toscan, en mer Tyrrhénienne.

## Description
Le château est situé sur une colline près du port, sur le versant nord-est. Il a été construit à partir de 1540 par les Génois à la suite de la destruction de l'habitat préexistant par le corsaire Dragut, basé sur un fort pisan du XIIe siècle.
Avec la construction du fort, qui pouvait, si nécessaire, accueillir toute la population, la colonie du centre de l'île (la plaine près de l'église de Santo Stefano) a été abandonnée et le port s'est développé davantage.
Au XIXe siècle, un important éboulement, encore bien visible de la mer, entraîna le côté est du Fort, faisant de nombreuses victimes parmi ses habitants et détruisant le « Quartier des femmes », qui comprenait un couvent.
Aujourd'hui, le château a été rénové pour y créer des appartements privés.

## Galerie

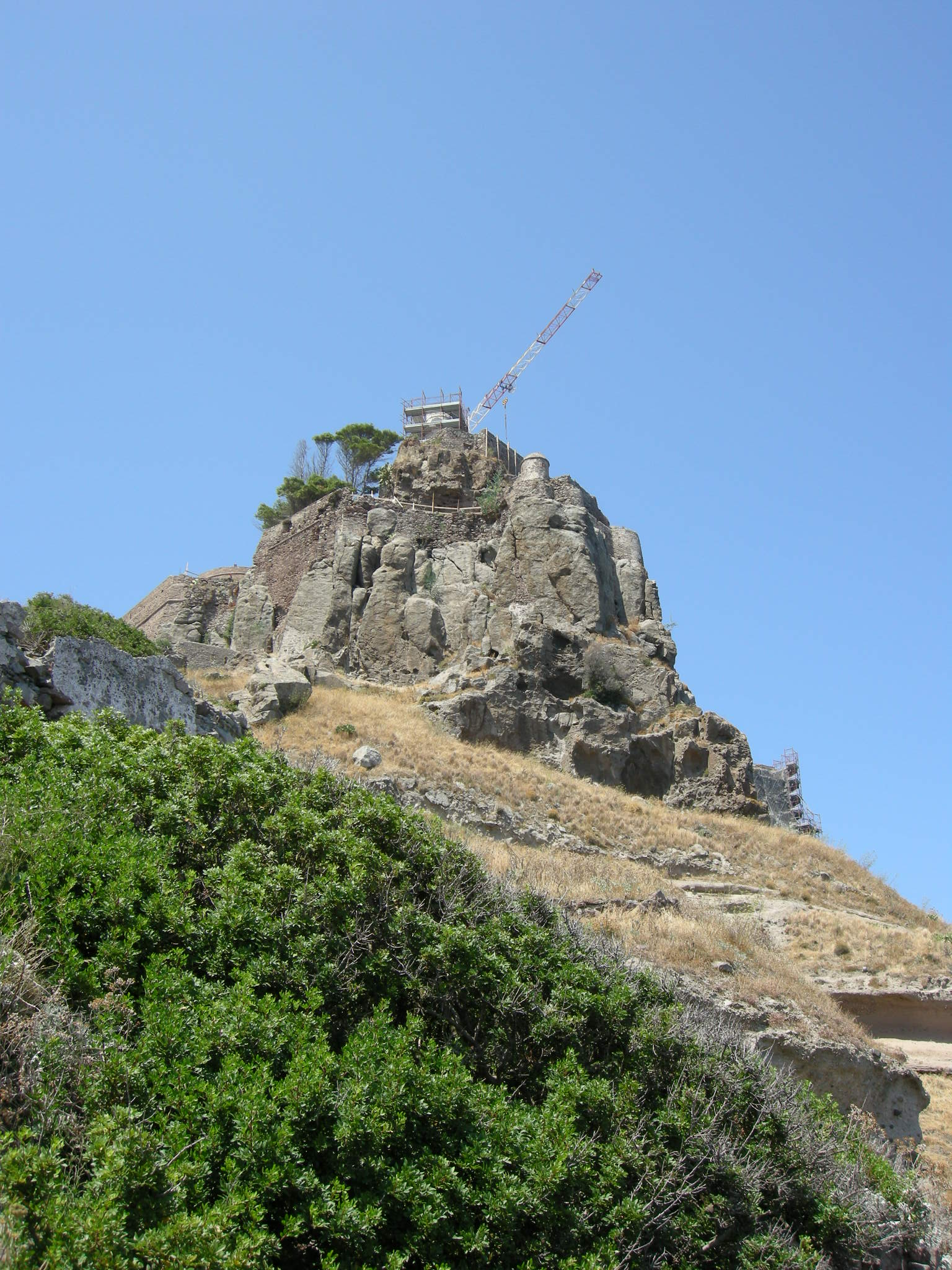
Vue de l'éperon rocheux.
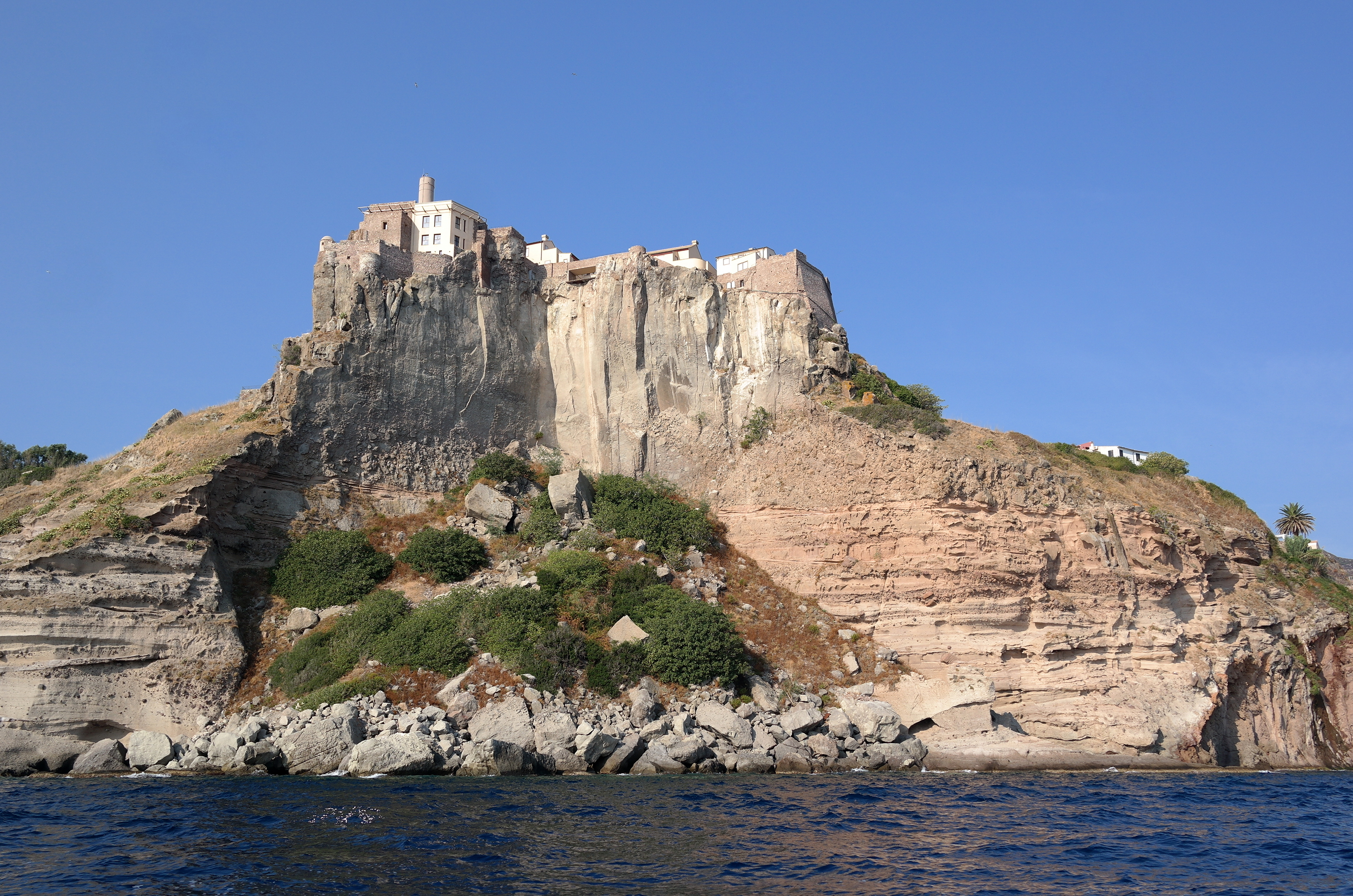
La partie éboulée.
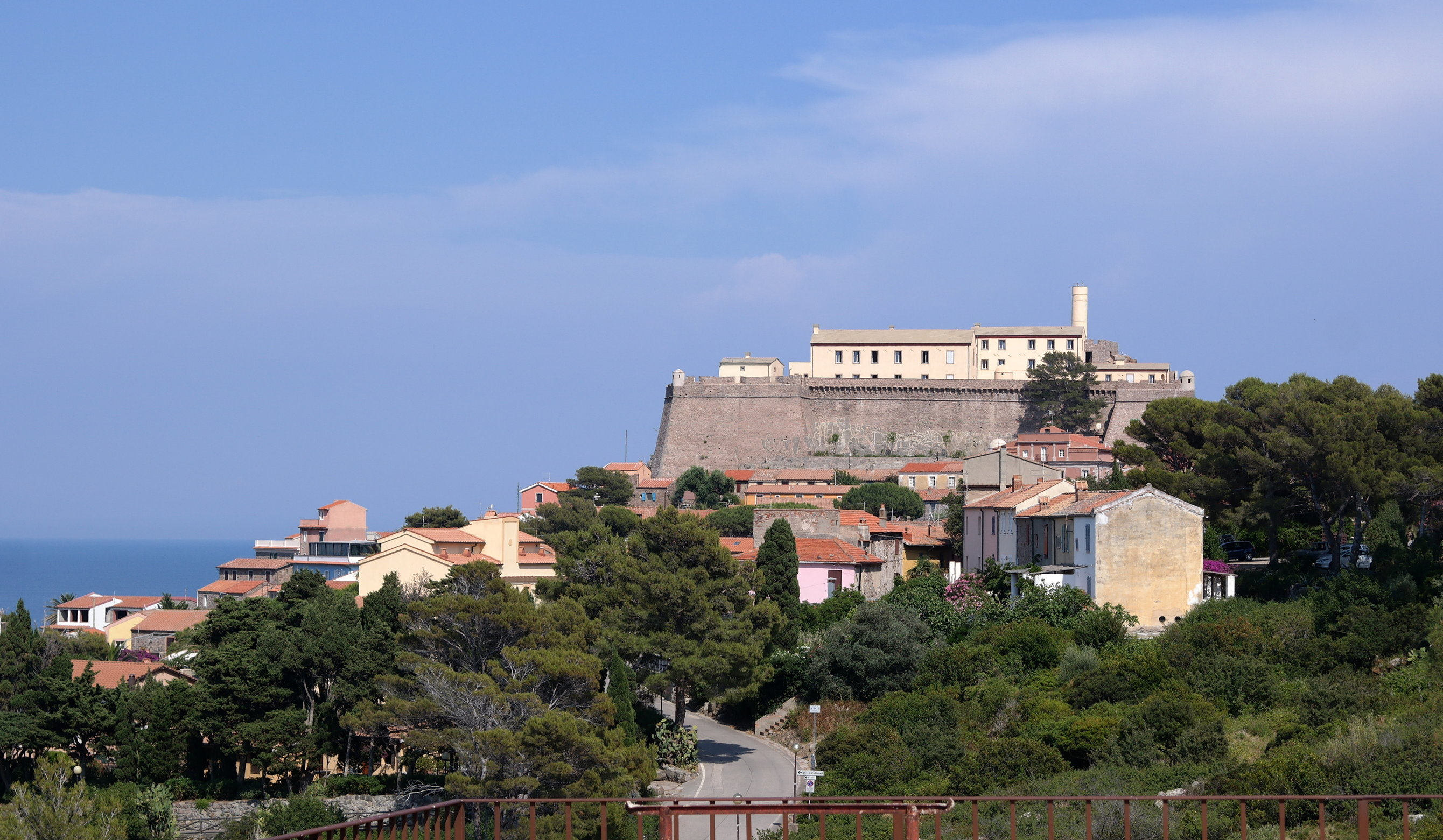
Le fort, surplombant le village actuel.